# 2022年北京オリンピックのニュージーランド選手団
2022年北京オリンピックのニュージーランド選手団は、2022年2月4日から2月20日まで中華人民共和国の北京で開催された2022年北京オリンピックのニュージーランド選手団の名簿。

## 選手団
- 人員: 選手 15人
- 開会式旗手: Alice Robinson、Finn Bilous[1]
- 閉会式旗手: ニコ・ポーティアス[2]

## メダリスト
| メダル | 選手                         | 競技                 | 種目                 | 日付    |
| ------ | ---------------------------- | -------------------- | -------------------- | ------- |
| 金     | ゾイ・サドウスキー＝シノット | スノーボード         | 女子スロープスタイル | 2月6日  |
| 金     | ニコ・ポーティアス           | フリースタイルスキー | 男子ハーフパイプ     | 2月19日 |
| 銀     | ゾイ・サドウスキー＝シノット | スノーボード         | 女子ビッグエア       | 2月15日 |